# Бярди
Бярди (пол. Biardy) — село в Польщі, у гміні Луків Луківського повіту Люблінського воєводства.
Населення — 359 осіб (2011).
У 1975-1998 роках село належало до Седлецького воєводства.

## Демографія
Демографічна структура станом на 31 березня 2011 року:
|          | Загалом | Допрацездатний вік | Працездатний вік | Постпрацездатний вік |
| -------- | ------- | ------------------ | ---------------- | -------------------- |
| Чоловіки | 182     | 53                 | 115              | 14                   |
| Жінки    | 177     | 43                 | 102              | 32                   |
| Разом    | 359     | 96                 | 217              | 46                   |